# Freiria Sport Clube
O Freiria Sport Clube é um clube português, localizado na freguesia de Freiria, no concelho de Torres Vedras, distrito de Lisboa.

## História
O clube foi fundado em 1939 
Época 2008-2009 disputa o Campeonato distrital da A.F.Lisboa - Divisão de Honra 

## Estádio
A equipa disputa os seus jogos caseiros no Estádio de São João.